# 國際觀音禪院
國際觀音禪院（International Kwan Um School of Zen [KUSZ]、관음종）是一家國際性的佛教禪門宗派，由大韓佛教曹溪宗第78祖崇山行願大宗師於1972年初到美國時創辦普洛威頓斯禪中心，隨後於1983年聯合幾座禪中心正式成立了國際觀音禪院。禪院的總院是位於羅德島坎伯蘭的普洛威頓斯禪中心。據James Ishmael Ford所稱，國際觀音禪院目前是西方世界規模最大的禪門宗派，目前已成立超過100所禪中心。

## 宗風
宗門以公案禪為主要的修持。目前共有103座國際禪中心。宗派源自韓國的曹溪宗，並致力國際化、地方化的方式教導世界各地的禪學生。國際觀音禪院致力推廣大眾共修，透過每天不斷的修持，證入清明自性，幫助一切眾生。崇山禪師常教導「直進不知」、「只是去做」、「保持清明心」等。

## 世界一花
1987年，崇山禪師為提倡其師公滿空禪師的『世界一花』精神、推動修行風氣，傳達『世界一花，萬民同體』的和平訊息，舉辦了國際觀音禪院每4年一度的世界一花大會，每屆的大會都集合全球的禪院的禪師、指導老師及學生共同參與。活動內容包括研討會、文化交流、禪共修、念誦共修、各宗教領袖會談等。2020年，世界一花大會將於馬來西亞和新加坡兩地同期舉行。

## 另見
- 崇山行願
- 秀峰無等
- 韓國佛教
- 美國佛教
- 劍橋禪中心
- Chogye International Zen Center
- 無相寺
- 特拉維夫禪中心
- Empty Gate Zen Center of Berkeley, CA （页面存档备份，存于）
- Timeline of Zen Buddhism in the United States
- 觀音禪林
- 吉隆坡鶴鳴禪寺
- 行願禪院

## 網絡鏈接
- 國際觀音禪院官方網站 （页面存档备份，存于）